# Jüdische Trauerhalle (Bzenec)

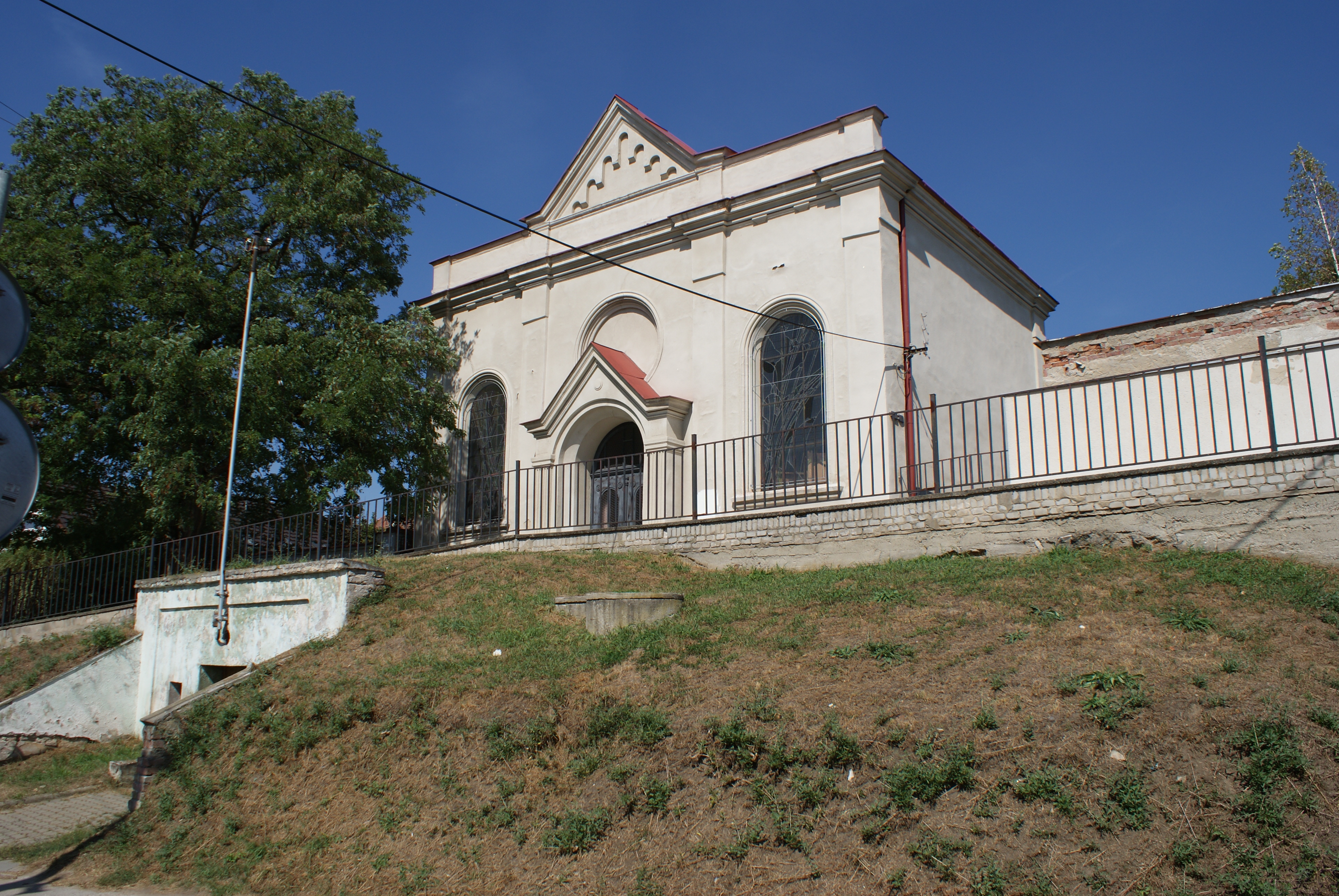
Trauerhalle auf dem jüdischen Friedhof in Bzenec

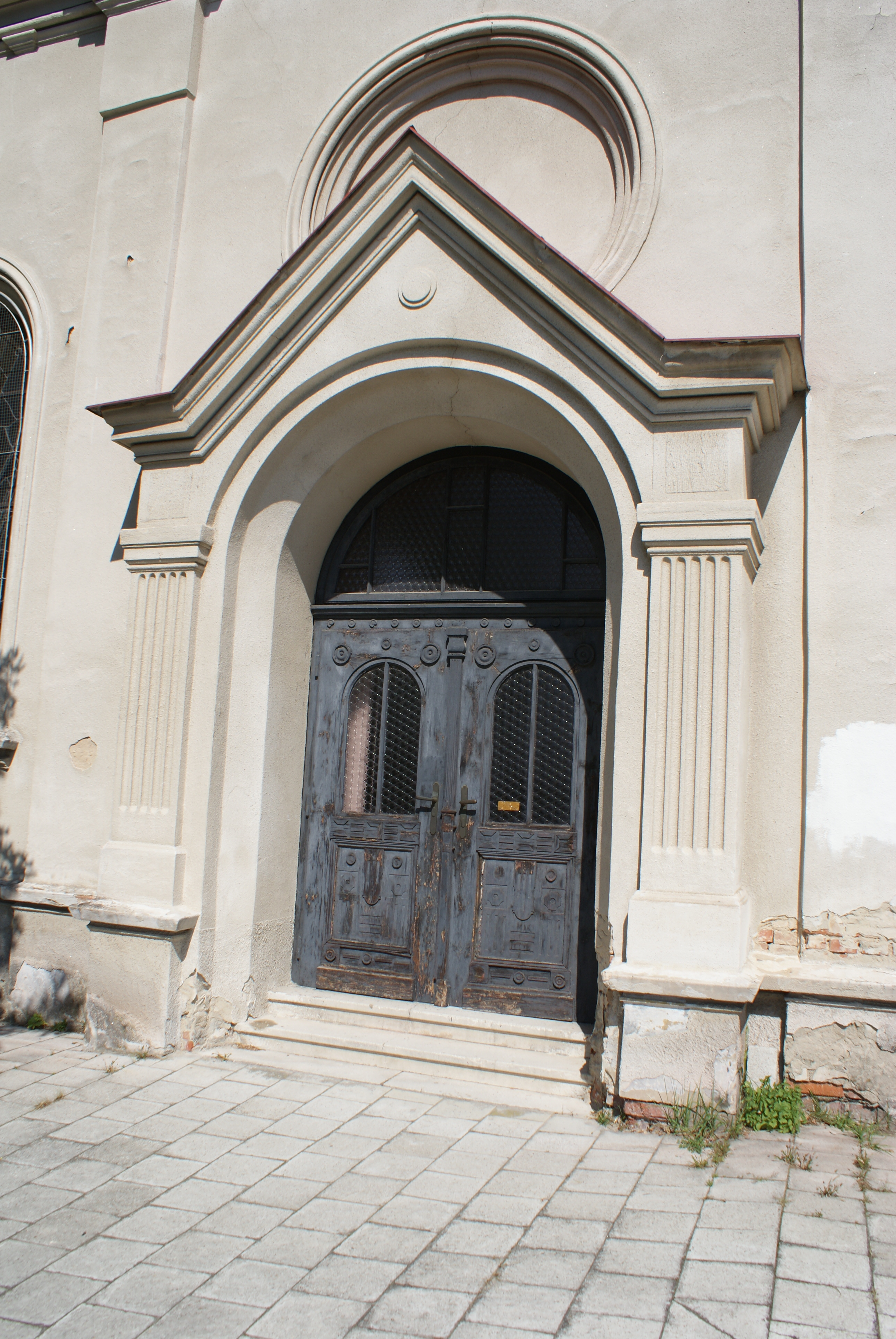
Portal

Die Jüdische Trauerhalle in Bzenec (deutsch Bisenz), einer Stadt im Okres Hodonín in Tschechien, wurde im 19. Jahrhundert errichtet. Die Trauerhalle ist als Teil des Jüdischen Friedhofs in Bzenec seit 1988 ein geschütztes Kulturdenkmal.
Die Trauerhalle im Stil des Neoklassizismus besitzt ein Portal mit Dreiecksgiebel, der auf Pilastern ruht.